# Бідовце
Бідовце (словац. Bidovce) — село в окрузі Кошиці-околиця Кошицького краю Словаччини. Площа села 9,81 км². Станом на 31 грудня 2016 року в селі проживало 1530 жителів.

## Історія
Перші згадки про село датуються 1276 роком.

## Географія
Протікає річка Трстянка.

## Населення
| Рік:            | 1994. | 2004.   | 2014.    | 2024.    |
| --------------- | ----- | ------- | -------- | -------- |
| Кількість осіб: | 1080  | 1168    | 1444     | 1702     |
| Різниця:        |       | +8,14 % | +23,63 % | +17,86 % |

| Рік:            | 2023. | 2024.   |
| --------------- | ----- | ------- |
| Кількість осіб: | 1689  | 1702    |
| Різниця:        |       | +0,76 % |